# شیرگ سارجین
شیرگ سارجین یا شیرگ سرجه روستایی در دهستان زهان بخش زهان شهرستان زیرکوه استان خراسان جنوبی ایران است. بر پایه سرشماری عمومی نفوس و مسکن در سال ۱۳۹۰ جمعیت این روستا ۹۶۲ نفر (در ۲۸۱ خانوار) بوده است.